# Greensboro Swarm 2016-2017
La stagione 2016-17 dei Greensboro Swarm fu la 1ª nella NBA D-League per la franchigia.
I Greensboro Swarm arrivarono quarti nella Atlantic Division con un record di 19-31, non qualificandosi per i play-off.

## Roster
|    | Naz.                   | Ruolo | Sportivo         | Anno | Alt. | Peso |  |
| -- | ---------------------- | ----- | ---------------- | ---- | ---- | ---- |  |
| 0  | Stati Uniti (bandiera) | G     | Rasheed Sulaimon | 1994 | 193  | 88   |  |
| 5  | Stati Uniti (bandiera) | G     | Xavier Munford   | 1992 | 191  | 82   |  |
| 5  | Stati Uniti (bandiera) | G     | Mardracus Wade   | 1991 | 188  | 82   |  |
| 7  | Stati Uniti (bandiera) | G     | Cat Barber       | 1994 | 191  | 78   |  |
| 9  | Stati Uniti (bandiera) | GA    | Aaron Harrison   | 1994 | 198  | 95   |  |
| 10 | Stati Uniti (bandiera) | C     | Mike Tobey       | 1994 | 211  | 114  |  |
| 11 | Stati Uniti (bandiera) | G     | Mike Anderson    | 1991 | 193  | 88   |  |
| 12 | Stati Uniti (bandiera) | G     | Prince Williams  | 1992 | 196  | 91   |  |
| 14 | Stati Uniti (bandiera) | G     | Ralston Turner   | 1991 | 198  | 93   |  |
| 21 | Stati Uniti (bandiera) | G     | Damien Wilkins   | 1980 | 198  | 102  |  |
| 24 | Stati Uniti (bandiera) | A     | Rodney Williams  | 1991 | 201  | 91   |  |
| 30 | Stati Uniti (bandiera) | A     | Devin Williams   | 1994 | 206  | 116  |  |
| 32 | Stati Uniti (bandiera) | A     | Shonn Miller     | 1993 | 201  | 98   |  |
| 33 | Mali (bandiera)        | A     | Cheick Diallo    | 1996 | 201  | 99   |  |
| 33 | Stati Uniti (bandiera) | A     | Christian Wood   | 1995 | 211  | 100  |  |
| 34 | Stati Uniti (bandiera) | A     | Perry Ellis      | 1993 | 201  | 99   |  |
| 42 | Giamaica (bandiera)    | C     | Vashil Fernandez | 1992 | 208  | 118  |  |
| 44 | Stati Uniti (bandiera) | A     | Frank Rogers     | 1993 | 206  | 104  |  |
| 90 | Stati Uniti (bandiera) | G     | Archie Goodwin   | 1994 | 196  | 86   |  |

## Staff tecnico
- Allenatore: Noel Gillespie
- Vice-allenatori: Corsley Edwards, Dale Layer, Jaime Vathielil